# Kabinett Willich
Das Kabinett Willich bildete vom 20. August 1900 bis 17. August 1908 die von Großherzog Friedrich August II. berufene Landesregierung des Großherzogtums Oldenburg.
Die Bildung des Kabinetts stand im Zusammenhang des Thronwechsels nach dem Tod des Großherzogs Peter II. am 13. Juni 1900. Aufgrund von allgemeinen politischen Meinungsverschiedenheiten und der Weigerung des Amtsvorgängers Staatsminister Günther Jansen die Forderung des neuen Großherzogs nach der Erhöhung der Zivilliste mitzutragen, wurde dessen Regierung entlassen. Der neue Staatsminister Friedrich Willich setzte die Erhöhung der Zivilliste im Landtag durch.
Justizminister Franz Friedrich Ruhstrat wurde 1902 in eine Affäre verwickelt, die unter den Namen Ruhstrat- oder Spielerprozesse in der deutschen Öffentlichkeit Bekanntheit erlangte. Der Chefredakteur der linksliberalen Oldenburgischen Zeitung Der Residenzbote Hans Biermann hatte Ruhstrat beschuldigt, an Glücksspielen beteiligt gewesen zu sein, die auch zum Selbstmord eines der Mitspieler geführt hätten. Die von Ruhstrat angestrengten Beleidigungsprozesse gegen seine Gegner endeten in einem Justizskandal. Da er aber die Rückendeckung des Großherzogs hatte, konnte er im Amt verbleiben.
Willich selbst musste seinen Posten allerdings 1908 räumen, da er einen politischen Skandal auslöste. Willich hatte sich geweigert den Katholiken Franz Driver wegen dessen Konfessionszugehörigkeit zum Regierungspräsidenten des Fürstentums Lübeck, einer oldenburgischen Exklave, zu ernennen. Nach scharfen Angriffen wurde er am 17. August 1908 zur Disposition gestellt und am 1. Mai 1909 als Regierungspräsident in das Fürstentum Birkenfeld versetzt.
| Amt                                                        | Name                               |
| ---------------------------------------------------------- | ---------------------------------- |
| Staatsminister, Inneres, Großherzogliches Haus und Äußeres | Friedrich Willich                  |
| Justiz, Kirchen und Schulen sowie Militärangelegenheiten   | Franz Friedrich Ruhstrat           |
| Finanzen                                                   | Friedrich Julius Heinrich Ruhstrat |